# Cristiano Lupatelli
Cristiano Lupatelli (Perugia, 21 giugno 1978) è un allenatore di calcio ed ex calciatore italiano, di ruolo portiere, preparatore dei portieri della nazionale italiana.

## Carriera

### Giocatore

#### Club

##### Gli inizi e il passaggio alla Roma
Cresciuto nelle giovanili della Fidelis Andria, esordisce in Serie B con la squadra pugliese nella stagione 1998-1999, durante la quale disputa 25 partite. La propria squadra a fine campionato si classifica al 18º posto, retrocedendo in Serie C1.
Nell'estate del 1999 viene acquistato dalla Roma di Fabio Capello, dove si trova a fare da secondo a Francesco Antonioli. Esordisce in Serie A in occasione del derby Lazio-Roma (2-1) del 25 marzo 2000 giocando dal primo minuto.
Oltre al derby, nella stagione 1999-2000 gioca altre 3 partite, mentre nella successiva scende in campo 8 volte, vincendo lo scudetto 2000-2001, che mancava ai giallorossi da 18 anni.

##### Chievo
Durante la sessione estiva di mercato del 2001 passa al neopromosso Chievo, alla prima storica stagione in Serie A. Arrivato in compartecipazione dai giallorossi (1,45 milioni di euro), nelle due successive stagioni disputa 59 partite. Negli anni a Verona si farà notare anche per la scelta d'indossare la maglia numero dieci, insolita per un portiere.
Il 9 aprile 2003, durante un allenamento, riporta una lesione del legamento crociato del ginocchio destro, che combinata anche a una ricaduta sul menisco lo costringerà a rimanere fermo per nove mesi. A causa di questo infortunio è dunque costretto a concludere anticipatamente la sua seconda stagione a Verona, facendo così posto al vice Ambrosio. Nel campionato 2003-2004 tornerà alla Roma (che ne riscatta la metà del cartellino) dove diventa terzo portiere dietro a Ivan Pelizzoli e Carlo Zotti, non scendendo mai in campo.

##### Fiorentina, Parma e Palermo
Una volta scaduto il proprio contratto si svincola dalla Roma e approda alla Fiorentina dove si giocherà il posto da titolare a Cristián Sebastián Cejas per tutta la stagione 2004-2005. A causa di un infortunio dell'argentino, Lupatelli inizia la stagione da titolare, riuscendo a giocare 30 partite di campionato e raggiungendo la salvezza.
All'inizio della stagione successiva la Fiorentina ingaggia dal Parma Sébastien Frey e Lupatelli viene mandato in prestito alla squadra parmigiana come contropartita tecnica. Con i ducali disputa 8 partite e a inizio gennaio si trasferisce, sempre con la formula del prestito, al Palermo nell'ambito di un nuovo scambio di portieri che coinvolge anche Matteo Guardalben. Dopo aver esordito con la maglia rosanero, perde il posto da titolare in favore di Federico Agliardi, acquistato prima della fine della finestra di calciomercato; le presenze per Lupatelli saranno 5.

##### Ritorno alla Fiorentina
Una volta rientrato dal prestito, per la stagione 2006-2007 il portiere perugino è il terzo nelle gerarchie del ruolo, dietro a Sébastien Frey e Bogdan Lobonț, salvo poi scalare a secondo dopo la cessione di Lobonţ nella sessione invernale di calciomercato. A partire dalla trasferta di Empoli (in cui la Fiorentina si impone per 2-0) perde il posto di secondo alle spalle di Frey, a favore di Vlada Avramov.
Il 1º luglio 2008 rimane svincolato in quanto non gli è stato rinnovato il contratto con la Fiorentina.

##### Cagliari, Bologna e Genoa
L'8 settembre 2008 passa al Cagliari a parametro zero. Nella compagine isolana è la riserva di Federico Marchetti e riuscirà a giocare 3 partite, rimediando 6 gol nell'ultima giornata di campionato contro l'Udinese.
Nel campionato 2009-2010 esordisce alla 15ª giornata in Palermo-Cagliari (2-1), mentre alla 37ª giornata contro la Roma subentra nel secondo tempo a Marchetti – ottenendo la seconda presenza in campionato – e subisce 2 gol (partita conclusa sul 2-1 per i giallorossi).
Il 13 luglio 2010 passa al Bologna a parametro zero. Riserva di Emiliano Viviano, esordisce con la maglia rossoblu il 27 ottobre 2010 in Bologna-Modena (3-2) valida per il terzo turno di Coppa Italia; in questa competizione gioca altre due partite successive. Debutta in campionato il 13 marzo 2011 in occasione di Lecce-Bologna (0-1), sostituendo Viviano a partita in corso. Saranno queste 4 le uniche presenze stagionali. A fine stagione scaduto il suo contratto con il Bologna rimane svincolato.
L'8 luglio 2011 è stato tesserato a parametro zero dal Genoa, giocando 2 partite in Coppa Italia: Genoa-Bari (3-2 d.t.s.) del quarto turno e Inter-Genoa (2-1) degli ottavi di finale, rimanendo svincolato a fine stagione.

##### Secondo ritorno alla Fiorentina
Il 15 luglio 2012 torna per la terza volta alla Fiorentina, firmando un contratto annuale.
Il 13 marzo 2013, in una conferenza stampa, il giocatore e il direttore sportivo Daniele Pradè annunciano il rinnovo del contratto per un anno, con opzione per una seconda stagione. In questa stagione gioca l'ultima partita di campionato vinta per 5-1 sul campo del Pescara, subentrando a Emiliano Viviano al 71' e subendo la rete dei padroni di casa a opera di Marco Vittiglio. Il 31 maggio 2015, al termine della partita di campionato Fiorentina-Chievo (3-0), si ritira dal calcio giocato.

#### Nazionale
Tra il 1999 e il 2000 colleziona 2 presenze con la nazionale Under-21, agli ordini del commissario tecnico Marco Tardelli, nelle amichevoli contro i pari età di Spagna e Svezia.

### Allenatore
Dal 2015 al 2017 è preparatore dei portieri della squadra Primavera della Fiorentina.
Il 29 luglio 2017 passa, con lo stesso ruolo, alla squadra Primavera della Juventus. Il 15 agosto 2018 viene promosso con lo stesso incarico alla Juventus U23, la neocostituita seconda squadra bianconera, agli ordini dell'allenatore Mauro Zironelli; mantiene il ruolo anche con le successive guide tecniche di Fabio Pecchia e Lamberto Zauli.
Il 1° agosto 2024, viene nominato nuovo preparatore dei portieri della nazionale under-16 italiana.
Il 15 giugno 2025 diventa preparatore dei portieri della nazionale italiana, all'interno dello staff del nuovo commissario tecnico Gennaro Ivan Gattuso.

## Statistiche

### Presenze e reti nei club
| Stagione          | Squadra           | Campionato        | Campionato | Campionato | Coppe nazionali | Coppe nazionali | Coppe nazionali | Coppe continentali | Coppe continentali | Coppe continentali | Altre coppe | Altre coppe | Altre coppe | Totale | Totale | Totale |
| Stagione          | Squadra           | Comp              | Pres       | Reti       | Comp            | Pres            | Reti            | Comp               | Pres               | Reti               | Comp        | Pres        | Reti        | Pres   | Reti   |        |
| ----------------- | ----------------- | ----------------- | ---------- | ---------- | --------------- | --------------- | --------------- | ------------------ | ------------------ | ------------------ | ----------- | ----------- | ----------- | ------ | ------ | ------ |
| 1998-1999         | Fidelis Andria    | B                 | 25         | -28        | CI              | 0               | 0               | -                  | -                  | -                  | -           | -           | -           | 25     | -28    |        |
| 1999-2000         | Roma              | A                 | 4          | -3         | CI              | 0               | 0               | -                  | -                  | -                  | -           | -           | -           | 4      | -3     |        |
| 2000-2001         | Roma              | A                 | 8          | -5         | CI              | 0               | 0               | CU                 | 2                  | 0                  | -           | -           | -           | 10     | -5     |        |
| 2001-2002         | Chievo            | A                 | 33         | -52        | CI              | 2               | -1              | -                  | -                  | -                  | -           | -           | -           | 35     | -53    |        |
| 2002-2003         | Chievo            | A                 | 26         | -28        | CI              | 0               | 0               | CU                 | 2                  | -2                 | -           | -           | -           | 28     | -30    |        |
| Totale Chievo     | Totale Chievo     | Totale Chievo     | 59         | -80        |                 | 2               | -1              |                    | 2                  | -2                 |             | -           | -           | 63     | -83    |        |
| 2003-2004         | Roma              | A                 | 0          | 0          | CI              | 0               | 0               | CU                 | 0                  | 0                  | -           | -           | -           | 0      | 0      |        |
| Totale Roma       | Totale Roma       | Totale Roma       | 12         | -8         |                 | 0               | 0               |                    | 2                  | 0                  |             | -           | -           | 14     | -8     |        |
| 2004-2005         | Fiorentina        | A                 | 30         | -34        | CI              | 5               | -4              | -                  | -                  | -                  | -           | -           | -           | 35     | -38    |        |
| 2005-gen. 2006    | Parma             | A                 | 8          | -15        | CI              | 3               | -1              | -                  | -                  | -                  | -           | -           | -           | 11     | -16    |        |
| gen.-giu. 2006    | Palermo           | A                 | 5          | -10        | CI              | 0               | 0               | CU                 | 0                  | 0                  | -           | -           | -           | 5      | -10    |        |
| 2006-2007         | Fiorentina        | A                 | 0          | 0          | CI              | 0               | 0               | -                  | -                  | -                  | -           | -           | -           | 0      | 0      |        |
| 2007-2008         | Fiorentina        | A                 | 2          | -3         | CI              | 3               | -3              | CU                 | 1                  | -1                 | -           | -           | -           | 6      | -7     |        |
| 2008-2009         | Cagliari          | A                 | 3          | -9         | CI              | 1               | -4              | -                  | -                  | -                  | -           | -           | -           | 4      | -13    |        |
| 2009-2010         | Cagliari          | A                 | 2          | -4         | CI              | 0               | 0               | -                  | -                  | -                  | -           | -           | -           | 2      | -4     |        |
| Totale Cagliari   | Totale Cagliari   | Totale Cagliari   | 5          | -13        |                 | 1               | -4              |                    | -                  | -                  |             | -           | -           | 6      | -17    |        |
| 2010-2011         | Bologna           | A                 | 1          | 0          | CI              | 3               | -4              | -                  | -                  | -                  | -           | -           | -           | 4      | -4     |        |
| 2011-2012         | Genoa             | A                 | 0          | 0          | CI              | 2               | -4              | -                  | -                  | -                  | -           | -           | -           | 2      | -4     |        |
| 2012-2013         | Fiorentina        | A                 | 1          | -1         | CI              | 0               | 0               | -                  | -                  | -                  | -           | -           | -           | 1      | -1     |        |
| 2013-2014         | Fiorentina        | A                 | 0          | 0          | CI              | 0               | 0               | UEL                | -                  | -                  | -           | -           | -           | 0      | 0      |        |
| 2014-2015         | Fiorentina        | A                 | 0          | 0          | CI              | 0               | 0               | UEL                | -                  | -                  | -           | -           | -           | 0      | 0      |        |
| Totale Fiorentina | Totale Fiorentina | Totale Fiorentina | 33         | -38        |                 | 8               | -7              |                    | 1                  | -1                 |             | -           | -           | 42     | -46    |        |
| Totale carriera   | Totale carriera   | Totale carriera   | 148        | -192       |                 | 19              | -21             |                    | 5                  | -3                 |             | -           | -           | 172    | -216   |        |

### Cronologia presenze e reti in nazionale
| Cronologia completa delle presenze e delle reti in nazionale ― Italia under 21 | Cronologia completa delle presenze e delle reti in nazionale ― Italia under 21 | Cronologia completa delle presenze e delle reti in nazionale ― Italia under 21 | Cronologia completa delle presenze e delle reti in nazionale ― Italia under 21 | Cronologia completa delle presenze e delle reti in nazionale ― Italia under 21 | Cronologia completa delle presenze e delle reti in nazionale ― Italia under 21 | Cronologia completa delle presenze e delle reti in nazionale ― Italia under 21 | Cronologia completa delle presenze e delle reti in nazionale ― Italia under 21 |
| Data                                                                           | Città                                                                          | In casa                                                                        | Risultato                                                                      | Ospiti                                                                         | Competizione                                                                   | Reti                                                                           | Note                                                                           |
| ------------------------------------------------------------------------------ | ------------------------------------------------------------------------------ | ------------------------------------------------------------------------------ | ------------------------------------------------------------------------------ | ------------------------------------------------------------------------------ | ------------------------------------------------------------------------------ | ------------------------------------------------------------------------------ | ------------------------------------------------------------------------------ |
| 23-2-2000                                                                      | Trapani                                                                        | Italia under 21                                                                | 2 – 0                                                                          | Svezia under 21                                                                | Amichevole                                                                     | -                                                                              | 76’                                                                            |
| 28-3-2000                                                                      | Terrassa                                                                       | Spagna under 21                                                                | 3 – 0                                                                          | Italia under 21                                                                | Amichevole                                                                     | -3                                                                             |                                                                                |
| Totale                                                                         |                                                                                | Presenze                                                                       | 2                                                                              |                                                                                | Reti                                                                           | -3                                                                             |                                                                                |

## Palmarès

### Giocatore

#### Club
- Campionato italiano: 1

Roma: 2000-2001